# Provincia di Coronel Portillo
La provincia di Coronel Portillo è una provincia del Perù, situata nella Regione di Ucayali
- Sindaco (Alcalde)
  -     - Segundo Leónidas Pérez Collazos (2019-2022) 
    - Luis Valdez Villacorta (2007-2010)

## Data di fondazione
La provincia è stata istituita il 2 luglio 1943.

## Superficie e popolazione
- 36235,95 km²
- 316 546 abitanti (inei2005)

## Geografia antropica

### Suddivisioni amministrative
È divisa in sette distretti (comuni)
- Callería (Pucallpa)
- Campoverde (Campo Verde)
- Iparía (Iparia)
- Manantay (Pucallpa)
- Masisea (Masisea)
- Nueva Requena (Nueva Requena)
- Yarinacocha (Puerto Callao)